# Слободан Вучковић
Слободан Вучковић (30. септембар 1941) је српски адвокат и бивши политичар. Био је истакнути противник власти Слободана Милошевића 1990-их и служио је три мандата у Народној скупштини Србије. Вучковић је у различито време био члан Демократске странке (ДС) и Демократског центра (ДЦ).

## Рани живот и каријера
Вучковић је рођен у Београду, на тадашњој територији Војног команданта у Осовинској окупацији Србије. Одрастао је у граду после ослобођења Србије и формирања ФНРЈ. Вучковић је дипломирао на Правном факултету Универзитета у Београду 1964. године и похађао постдипломске студије у Француској и САД-у. Након што је радио као судски приправник у Загребу, од 1966. до 1969. године, вратио се у Београд и започео сопствену праксу. У почетку је радио као адвокат за кривична дела; његов фокус се касније пребацио на међународно трговачко право.
Његова ћерка Наташа Вучковић такође је истакнути политичар у Србији.

## Политичар

### СР Србија (1986–1990)
Вучковић је изабран за посланика у Скупштини града Београда на локалним изборима у Србији 1986. Током овог периода, одређени број места у законодавним телима Југославије био је резервисан за представнике различитих професија и занимања; Вучковић је добио мандат на предлог Адвокатске коморе Београда. Није био члан Савеза комуниста Србије, који је у то време била једина легална политичка партија, већ је био самостални делегат.
По завршетку мандата у Скупштини града, на парламентарним изборима 1989. изабран је у Народну скупштину као кандидат Адвокатске коморе Србије и друштвених организација у Београду. Допринео је закону који је Савезу комуниста забрањивао деловање преко радничких организација Србије, а 1990. био је један од само шест делегата који су гласали против усвајања новог устава који је фаворизовао Милошевић.
Вучковић је био први посланик Демократске странке у народној скупштини; придружио се ДС-у када је вишестраначка политика поново уведена у Србији 1990.

### Опозиција администрацији Слободана Милошевића (1990–2000)
Изборни систем Србије је ревидиран пре парламентарних избора 1990, тако да су сви делегати бирани народним гласањем у једночланим изборним јединицама. Вучковић је поново изабран за централну београдску општину Савски венац. Милошевићева Социјалистичка партија Србије (СПС) однела је већинску победу, а Вучковић је био члан опозиције. Био је члан одбора за спољне послове и учествовао у делегацијама у Европском парламенту и Савету Европе, као и у Грчкој и Чешкој. Такође је радио у комитету за правосуђе и у посебном комитету који је истраживао демонстрације у Београду 1991. године; извештај овог одбора довео је до оставке министра унутрашњих послова Радмила Богдановића. У децембру 1991. Вучковић је предложио укључивање словеначких и хрватских привредника у преговоре о окончању хрватског рата, с обзиром на значај тих земаља за српску привреду.
За парламентарне изборе 1992. Србија је напустила једночлане изборне поделе и усвојила систем пропорционалне заступљености. Вучковић је предводио изборну листу ДС-а у Смедереву; листа није прешла изборни цензус да би освојила ниједан мандат, а његов посланички мандат је престао када је сазвана нова скупштина почетком 1993. Међутим, изабран је у Скупштину општине Савски венац на истовременим локалним децембарским изборима 1992.
Добио је десето место на листи ДС-а за Београд на парламентарним изборима 1993. године и није добио нови мандат када је листа освојила осам мандата. (Од 1992. до 2000. године, изборни закон Србије предвиђао је да се једна трећина посланичких мандата додељује кандидатима на успешним листама по нумеричком редоследу, док ће преостале две трећине бити распоређене међу осталим кандидатима по нахођењу странака или коалиција спонзора. Вучковић је могао да добије мандат упркос листи, али није.)
Вучковић се успротивио политичком правцу ДС-а након што је Зоран Ђинђић постао лидер странке у јануару 1994. године, а у марту исте године поднео је оставку на своје функције у странци. У потпуности је напустио ДС фебруара 1995. и придружио се Демократском центру 1997. године, а касније је био на функцији његовог председника. Такође је био суоснивач Фондације Центар за демократију Србије и Форума за међународне односе у овом периоду, а једно време је био и потпредседник ове друге организације.
ДЦ је 2000. године учествовао у Демократска опозиција Србије (ДОС), широкој и идеолошки разноликој коалицији партија супротстављених Милошевићевој администрацији. Кандидат ДОС-а Војислав Коштуница победио је Милошевића на председничким изборима 2000, што је преломни тренутак у српској и југословенској политици. Вучковић је изабран за други мандат у Скупштини Савског венца на истовременим локалним изборима 2000. као кандидат ДОС-а. У децембру 2001. године именован је у управни одбор Нафтне индустрије Србије.

### Након пада Милошевића (2000–2007)
Изборни систем Србије је поново реформисан 2000. године, тако да је цела држава постала јединствена изборна јединица и сви мандати су додељени кандидатима на успешним листама по дискреционом праву странака и коалиција покровитеља, без обзира на бројчани ред. ДЦ је остварио делимично помирење са ДС-ом до 2003. године и кандидовао се на парламентарним изборима те године на листи ДС-а. Вучковић је добио 229. позицију; листа је освојила тридесет седам мандата, а он је био уврштен у делегацију ДЦ када је сазвана нова скупштина почетком 2004. Супарничка Демократска странка Србије (ДСС) постала је водећа странка у коалиционој влади Србије након избора, а и ДС и ДЦ су били у опозицији. После паузе од једанаест година, Вучковић се поново придружио и одбору за спољне послове и одбору за правосуђе; био је и у комитету за економске реформе.
Демократски центар је 2004. године формално прешао у Демократску странку, а Вучковић је поново био посланик ДС у скупштини. Није тражио поновне изборе 2007. Члан Главног одбора странке остао је до 2010. године, када се повукао из политичког живота.